# Òmnium Cultural
Òmnium Cultural es una asociación cultural española con cariz político, con ámbito en Cataluña, creada en 1961 para promocionar la lengua y cultura catalanas, y, más recientemente, también la independencia de Cataluña. Actualmente dispone de 41 delegaciones.

## Historia

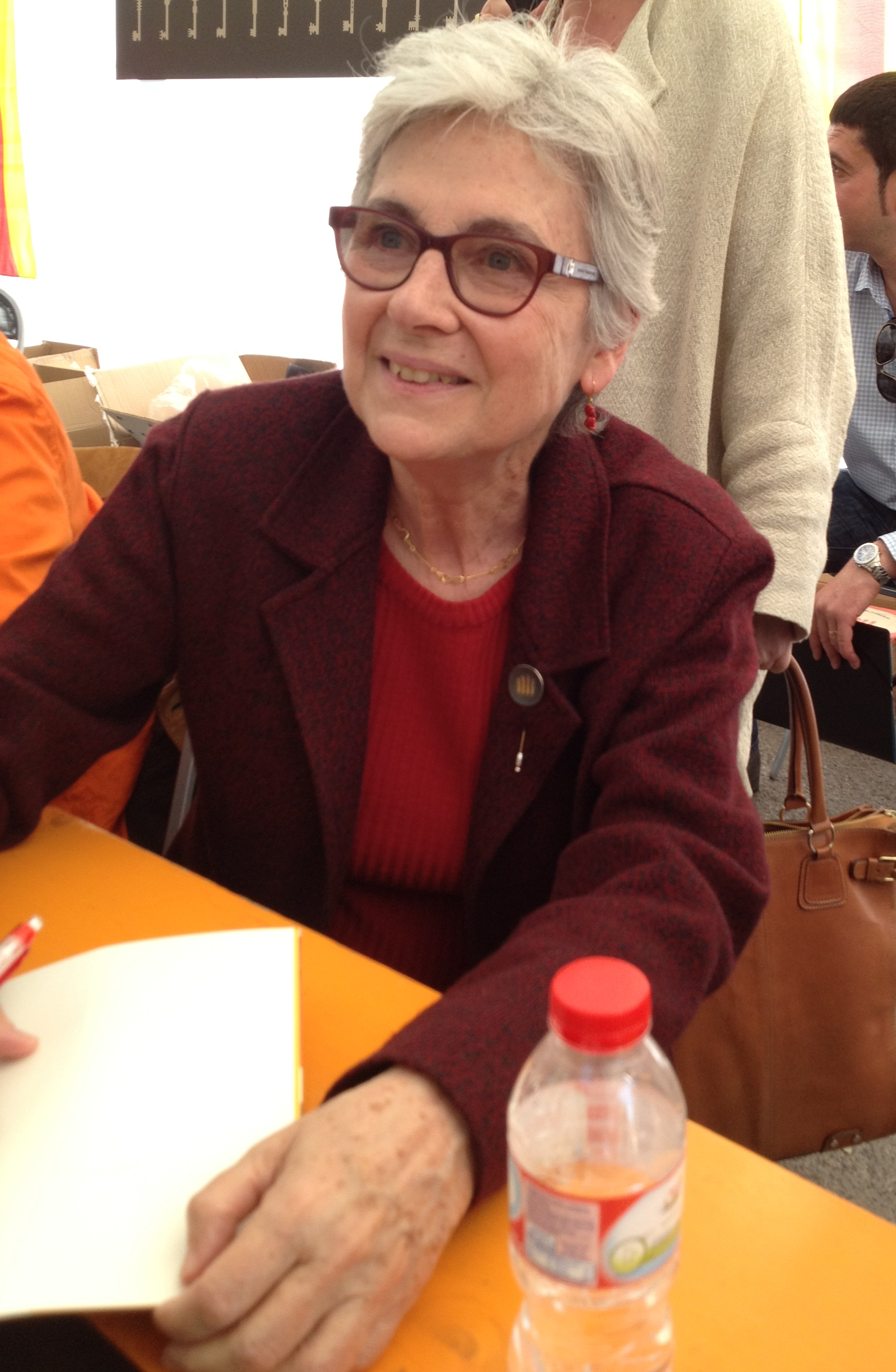
Muriel Casals, presidenta de Òmnium Cultural de 2010 a 2015

Òmnium Cultural nació el 11 de julio de 1961 por iniciativa de diversas personalidades del sector cultural catalán, en un momento en que el catalán no era lengua oficial en Cataluña. Sus cinco fundadores fueron Lluís Carulla, Joan Baptista Cendrós, Fèlix Millet i Maristany, Joan Vallvé i Creus y Pau Riera. Desde el primer momento aglutinó a gran cantidad de simpatizantes de todos los ámbitos sociales, culturales y políticos, que veían en la entidad el mejor instrumento con el que defender la lengua y cultura catalanas, en un momento de ausencia de instituciones y partidos políticos catalanistas legales. El auge y apoyo social de la entidad provocó el recelo de las autoridades franquistas que, en 1963, registraron y clausuraron su sede, prohibiendo sus actividades.
Entre 1964 y 1967, Òmnium Cultural operó de forma semiclandestina, consiguiendo en 1967 la legalización. El número de socios aumentó notablemente, pasando de 639 en 1968 a 11 000 en 1971. Gracias a las posibilidades que proporcionaron nuevas leyes (como la ley de prensa de Manuel Fraga Iribarne de 1966), la entidad pudo restablecer y potenciar sus actividades. Fue en ese momento cuando inició la apertura de delegaciones en toda Cataluña.
Una de las fórmulas de Òmnium Cultural para incentivar la producción cultural en catalán fue la creación de diversos premios literarios. En 1969 creó el Premio de Honor de las Letras Catalanas, una de las distinciones culturales más prestigiosas de Cataluña, con la que se reconoce cada año a una persona que se haya distinguido por su obra literaria, científica o intelectual, escrita en lengua catalana. A principios de la década de 1970 potenció la gala de la "Noche de Santa Lucía", en la que se entregan tres de los principales premios literarios en catalán: el Premio Sant Jordi de Novela, el Premio Mercè Rodoreda de cuentos cortos, y el Premio Carles Riba de poesía.
Tras el fin de la dictadura franquista en España, y la recuperación de las libertades políticas y culturales en Cataluña, Òmnium Cultural siguió trabajando para la normalización del uso del catalán en todos los ámbitos de la sociedad, y su equiparación al uso del castellano. Con el restablecimiento de la Generalidad de Cataluña y de las políticas públicas en el marco del autogobierno catalán, Òmnium Cultural impulsa nuevos proyectos más centrados en la promoción cultural y la cohesión social. Otro de sus ámbitos de trabajo es la promoción de las tradiciones y celebraciones propias de Cataluña.
Òmnium Cultural, la Asamblea Nacional Catalana (ANC) y la Asociación de Municipios por la Independencia (AMI) emplearon con éxito su capital político para negociar un acuerdo preliminar con Convergencia Democrática de Cataluña, Esquerra Republicana de Catalunya y Reagrupament Independentista firmado el 30 de marzo de 2015, la llamada «hoja de ruta unitaria para el proceso soberanista catalán», que publicitaba el compromiso entre los firmantes para convertir las inminentes elecciones autonómicas en Cataluña en unas elecciones plebiscitarias relativas a la independencia de Cataluña.
En los últimos años ha sufrido una deriva de radicalización independentista que ha llevado a la organización a realizar acciones de protestas de alto grado de confrontación, siendo detenido su presidente Jordi Cuixart acusado de haber dirigido y alentado a las masas los días 20 y 21 de septiembre de 2017 para intentar impedir la Operación Anubis contra la celebración del referéndum independentista ilegal del 1 de octubre.

### Festa per la llibertat
Desde el año 2000 organiza cada 11 de septiembre la Fiesta por la Libertad ("Festa per la llibertat") para celebrar la Diada. Asimismo, el día 23 de junio, día de San Juan, coordina la Flama del Canigó. En 2002 fue nombrado presidente de Òmnium Cultural Jordi Porta i Ribalta, que anteriormente había dirigido durante 30 años la Fundación Jaume Bofill.
Desde la sentencia del Tribunal Constitucional sobre el Estatuto de Autonomía de Cataluña de 2006 Òmnium defiende abiertamente el derecho de autodeterminación de Cataluña. El 10 de julio de 2010 más de un millón de personas según la Guardia Urbana de Barcelona participan en la Manifestación "Som una nació. Nosaltres decidim" organizada por Òmnium para responder a la sentencia judicial.
Actualmente Òmnium defiende la celebración de una consulta de autodeterminación o Acuerdo para consulta no vinculante en 2014 el 9 de noviembre de 2014. Por ejemplo, impulsa la campaña "Un país normal" y forma parte del "Pacte Nacional pel Dret a Decidir" que reúne unas 1600 entidades.
La entidad tiene su sede central en Barcelona y tiene 30 delegaciones territoriales. Actualmente cuenta con más de 128.000 socios. De marzo de 2010 a julio de 2015 Òmnium Cultural estuvo presidido por Muriel Casals. El 19 de diciembre de 2015 fue elegido el empresario Jordi Cuixart, única candidatura presentada.
También tiene una vinculación directa con Acció Cultural del País Valencià en la Comunidad Valenciana y la Obra Cultural Balear en las islas Baleares en el marco de la Federación Llull.
El 16 de octubre de 2017, la jueza de la Audiencia Nacional Carmen Lamela ordenó el ingreso en prisión preventiva sin fianza del presidente de la organización, Jordi Cuixart. Está acusado de un delito de sedición por, haber organizado concentraciones el 20 y 21 de septiembre para impedir que la Guardia Civil realizase una serie de registros y detenciones.
El 26 de febrero de 2022 es elegido como nuevo presidente de la organización el filósofo Xavier Antich sustituyendo a Jordi Cuixart en el cargo.

## Fondo documental
El fondo documental de la organización (1947-2002) ingresó en el 2005 en el Archivo Nacional de Cataluña, donde se conserva. Se trata de la documentación de la entidad cultural catalanista, con contenidos fundamentales para el estudio de la defensa de la lengua, la cultura catalanas y de la resistencia contra la Dictadura de Francisco Franco. En el fondo encontramos la documentación de Secretaría (órgano directivo, informes jurídicos, delegaciones territoriales, relaciones con otras entidades); cursos de historia de Cataluña; edición de libros y audiovisuales; premios; documentación de miembros de Òmnium Cultural; contabilidad; y archivo visual y sonoro.